# Oblast Autônomo Sérvio da Eslavônia Ocidental
O Oblast Autônomo Sérvio da Eslavônia Ocidental (em servo-croata: Srpska autonomna oblast Zapadna Slavonija, Српска аутономна област Западна Славонија) foi uma autoproclamada Região Autônoma Sérvia (oblast) dentro da Croácia. Foi formada em 12 de agosto de 1991  e posteriormente incluída na República Sérvia de Krajina. Foi eliminado e reintegrado à Croácia em maio de 1995, durante a Operação Flash.

## História
Pouco depois da proclamação da SAO da Eslavônia Ocidental, forças rebeldes sérvias, auxiliadas pelo Exército Popular Iugoslavo (JNA) liderado pelos sérvios e forças paramilitares sérvias (da Sérvia e da Bósnia e Herzegovina), tomaram Okučani e Daruvar, ameaçando separar a Eslavônia da Croácia. Naquela época, a área sob controle sérvio era relativamente grande, embora a maior parte da região fosse montanhosa e florestada, com infraestrutura precária. Durante os meses seguintes, houve uma batalha feroz por Pakrac, enquanto os paramilitares realizavam uma limpeza étnica nos croatas dos distritos eslavos ocidentais recém capturados. A maior parte da região era patrulhada por milícias sérvias mal equipadas, oriundas de aldeias sérvias locais, e com os recursos do JNA amplamente distribuídos em um momento precário, elas não estavam em posição de dissecar a Croácia de forma eficaz. 
Em 31 de outubro de 1991, as forças croatas lançaram a Operação Otkos 10 para proteger as colinas de Bilogora. Após esse sucesso, a Operação Croata Orkan 91, em 12 de dezembro, empurrou as forças sérvias/iugoslavas para um pequeno bolsão com apenas uma fração do território inicialmente controlado. Na operação, Daruvar foi libertado. Durante a retirada, os paramilitares sérvios cometeram o massacre de Voćin  Em 2 de janeiro de 1992, a ONU intermediou um cessar-fogo em Sarajevo. É possível que isso tenha impedido as forças croatas de eliminar a presença rebelde sérvia na Eslavônia Ocidental. 
Em 18 de fevereiro de 1993, os líderes croatas e sérvios locais assinaram o Acordo de Daruvar. O Acordo foi mantido em segredo e visava normalizar a vida dos moradores locais no campo de batalha. No entanto, as autoridades rebeldes sérvias de Knin souberam do acordo e prenderam os líderes rebeldes sérvios responsáveis por ele. 
O enclave sérvio da Eslavônia Ocidental foi eliminado e a área reintegrada à Croácia em dois dias, em maio de 1995, durante a Operação Flash. Em retaliação a esta derrota completa, Milan Martić lançou foguetes contra Zagreb. 

## Divisões administrativas
O território da Eslavônia Ocidental sob proteção das Nações Unidas incluía quatro municípios: Okučani, Pakrac, Daruvar e Grubišno Polje. O Exército da República Sérvia de Krajina controlava os municípios de Okučani e Pakrac. 

## População
A população dos municípios da Eslavônia Ocidental de acordo com o censo populacional de 1991 (observe que estes não correspondem à Eslavônia, que incluía principalmente assentamentos sérvios dos municípios, nenhum deles totalmente): 
- Pakrac: 7.818 sérvios (47,76%), 5.619 croatas (34,33%), 2.930 outros (17,91%)
- Daruvar: Maioria relativa sérvia
- Grubišno Polje: maioria croata relativa